# 榮町遊廓
榮町遊廓是臺灣日治時期於高雄市榮町設置的遊廓，所在位置現為鹽埕區的光榮國小與鹽埕國中。榮町遊廓的前身是明治卅四年（1901年）核准設置的「旗後遊廓」，大正七年（1918年）遷到榮町開業。

## 沿革

### 旗後時期
旗後遊廓於明治卅四年（1901年）核准設置，全盛時期有10家「貸座敷」，分別是天真樓、中村樓、筑紫樓、松葉樓、君之家、真榮樓、松月樓、大笑樓、嫩樓、花乃家。此外裡頭也有旗後當地人經營的酒樓，如日進樓、福聚樓、明月樓等等。
大正五年（1916年），臺南廳長枝德二基於八點理由向臺灣總督府提出遷移旗後遊廓的主張，大致是基於無法確實區隔遊廓與一般市街，以及衛生條件不佳等因素。而在消息傳出後，大笑樓樓主岩田芳人積極支持遷移，但也有部分樓主和旗後眾商家反對，甚至進一步發起反對運動。大正六年（1917年）7月，反對方以「打狗貸座敷現在營業者十三名」的名義向臺灣總督府警察本署提出陳情書，陳情書的主張理由主要是旗後遊廓是獲得政府當局指定的區域，且新遊廓的用地租金和建築費用不低等等。
最後政府當局仍是堅持將遊廓搬到榮町，但會處理費用爭議。大正六年（1917年）10月，打狗整地會社在新遊廓預定地進行填築作業，而作為地主的打狗整地會社對業者提出優惠方案，使遷移爭議出現轉機。大正七年（1918年）9月，榮町遊廓順利開業。

### 榮町時期
榮町遊廓開業時，所在地是當時「打狗」地區的邊緣地帶，且與其他地區有明確區隔，只能從南面道路（今新樂街）進出。
昭和五年（1930年）時，榮町遊廓有11家貸座敷，每家建築基地約300坪。當地藝妓有55人，娼妓150人，而其中除了2、30人來自朝鮮，其他全來自日本本土。而到了昭和十二年（1937年）時，貸座敷增加到12家，藝妓娼妓共250人。
而由於高雄市區的擴張，榮町遊廓的所在地從邊緣地區變成核心區域，因此在1930年代末期又有遷移計畫，但因為牽涉層面廣且有經費問題，直到二次大戰結束都未完成遷移作業。

### 二次大戰後
二次大戰後，因為不再指定特定區域供特種行業經營，遊廓因而消失，鹽埕地區的特種行業逐漸在鹽埕庄舊聚落（市府後）搭建房舍。而「市府後」的特種行業直到1960年代末期才有制度管理，當時此處有將近2百家的公娼館。然而隨著兩次大火造成的破壞，娼寮大多燒毀，這些地區也在之後被高雄市政府進行重劃。而在土地重劃後，市府後一帶仍有少數公娼館繼續經營，但隨著娛樂產業重心到二號運河周邊、八德路一帶後，當地特種行業逐漸沒落。在2003年時，最後一間公娼館結束了營業。
而榮町遊廓的區域，西半部在戰後變成了光榮國小。東半部在1957年設立高雄圓山大飯店，直到1969年，飯店才遷到澄清湖附近:357、359。而後飯店舊址改建為鹽埕國中。

## 業者

### 大笑樓
大笑樓是旗後遊廓時期已存在的店，樓主是岩田芳人。大笑樓響應遷移政策，率先於榮町開業。搬到榮町初期業績雖一度下滑，但隨著鹽埕地區發展而穩定下來。
岩田芳人去世後，大笑樓由其妻子岩田サダ子掌理。在她掌理下，日籍員工前後有294人，其中一半是藝妓與娼妓。另外有17名臺籍員工，多為澎湖人。
大笑樓藝妓知里ツル（日本北海道人）與情夫森口源太郎私奔且留下遺書之事，曾刊載於《臺灣日日新報》上（1921年3月27日）。

### 真榮樓
真榮樓是旗後遊廓時期已存在的店，第一代樓主是橋本熊太郎和妻子橋本ハツ，後來由兒子橋本正人接手。1939年時有3名藝妓、18名娼妓。

### 花乃家
花乃家是旗後遊廓時期已存在的店，由大柴ハナ（日本兵庫人）創立，去世後由大柴ヱキ管理。1939年時有8名藝妓、14名娼妓。
在此處工作的娼妓靜江遭受業者虐待之事，曾刊載於《臺灣日日新報》上（1922年4月6日）。

### 君之家
君之家是旗後遊廓時期已存在的店，樓主是古川雄熊，曾擔任共榮檢番的顧問。1939年時有13名藝妓、14名娼妓。
另外榮町遊廓有間東海樓，在古川雄熊的女婿高橋武之助接手經營後，於1930年改稱「君之家支店」。

### 金波樓
金波樓原本是間在旗後的料理屋，但在隨著其他遊廓業者遷到榮町後，轉型為貸座敷。樓主為飯盛ユキ（日本兵庫人）。1939年時有5名藝妓、17名娼妓。

### 松葉樓
松葉樓是旗後時期已開設的店，但當時的樓主是鳴川菊松，後來輾轉由岩田富三郎接手。1939年時有9名藝妓、15名娼妓。

### 常盤樓
原稱「雙葉樓」，由佐久間氏創辦。1926年由出野針二郎頂下後，改稱為常盤樓。出野針二郎原本在堀江町三丁目經營料亭，經營常盤樓後，於1938年擔任高雄貸座敷組合長且獲選為共榮檢番的取締役。

### 鮮月樓
鮮月樓是由朝鮮人吉英彬經營，主打朝鮮美人。1939年時旗下有16名朝鮮美人，其中有位喚作「小花」的名妓，其名聲還傳到了臺北。

### 朝花樓
原稱「朝鮮樓」，1938年由金永慶太郎接手，並更名為朝花樓。也是主打朝鮮美人的貸座敷。